# ارنی پینکنی
ارنی پینکنی (انگلیسی: Ernie Pinkney؛ 23 November 1887 – 1975 (aged 87)) بازیکن فوتبال اهل انگلستان بود که دوران حرفه‌ایش در زمان جنگ جهانی اول بود. وی در گلاسگو به‌دنیا آمد.
از باشگاه‌هایی که در آن بازی کرده‌است می‌توان به باشگاه فوتبال بارو، باشگاه فوتبال ترانمره راورز، باشگاه فوتبال اورتون، باشگاه فوتبال لیورپول، باشگاه فوتبال گیلینگام، و باشگاه فوتبال هالیفاکس تاون اشاره کرد.